# مي بدر
مي بدر (بالإنجليزية: Mai Badr) هي رئيسة تحرير مجلة هي ونائبة رئيس تحرير مجلتي سيدتي والجميلة، من مواليد مدينة بيرمنغهام في بريطانيا عام 1968 ، وهي من أصول سورية، وتعد من أهم الصحفيات العربيات  ، عاشت طفولتها ودرست في مدينة اللاذقية على الساحل السوري، تزوجت من الصحفي عدنان الكاتب، ولهما طفل وحيد اسمه بدر.

## التدرج الوظيفي
- في عام 1993 عملت كمحررة في دار الصحافة العربية في لندن، في مجلة «المجلة» السياسية.
- محررة ومسؤولة تحرير في مجلة «هي» (تصدر عن نفس الشركة) منذ عام 1995 .
- في عام 2004 تسلمت رئاسة تحرير مجلة هي وما زالت حتى الآن.
- تم تعينها في بداية عام 2013 نائبة رئيس تحرير مجلتي «سيدتي» و«الجميلة».

## العمل والنجاح
- وطدت مي بدر علاقتها مع نساء النخبة وزوجات الزعماء والأميرات والشيخات وسيدات الأعمال والمجتمع الراقي، ونجحت في ظل المنافسة الإعلامية في تحويل مجلة «هي» إلى أشهر وأرقى مجلة نسائية عربية، تتنافس على الإعلان فيها أهم الدور العالمية، وتحلم في الظهور فيها نساء عربيات شهيرات في مختلف المجالات.

## العائلة والأصول
- تتميز مي بدر بصفات بثقافتها الواسعة وذكائها وتواضعها وحضورها الطاغي في الوسط الإعلامي والإعلاني الراقي، وهي زوجة الصحفي الكبير ومحاور المشاهير عدنان الكاتب الذي دعمها وساندها ووقف إلى جانبها.
- تنحدر من عائلتين عريقتين من الساحل السوري، فجدها (والد أمها) الراحل الشيخ علي شهاب ناصر، كان عضوا في أول برلمان سوري بعد الاستقلال، وكان من أغنى أغنياء الساحل السوري.
- جدها لوالدها الشيخ معروف بدر، كان من أهم المشايخ في منطقة اللاذقية، وحرص على زرع العلم في أولاده، ومن النادر أن نرى أي فرد من عائلة بدر لا يحمل شهادة عليا، وقد تسلم الكثير منهم مناصب عليا في الدولة على مر السنين.

## ابنها الوحيد واهتماماتها
بعيدا عن العمل تركز مي بدر اهتمامها على طفلها الوحيد بدر الكاتب وعمره 10 سنوات، وتقضي معه معظم أوقاتها معه، وأهم هواياتها القراءة وخصوصا الروايات والسير الذاتية للعظماء والحكماء والرؤوساء والمشاهير.

## الجوائز والتقدير
تم تكريمها من قبل مؤسسات وجمعيات إنسانية وخيرية ومن أهمها:
- جائزة الإمارات للسيدات.
- من اليونيسيف.
- من الأميرة عادلة بنت عبد الله بن عبد العزيز رئيسة «جمعية سند».

## لقاءات مع شخصيات عربية وعالمية
أجرت مي بدر سلسلة لقاءات هامة جدا مع أبرز الشخصيات النسائية العربية والعالمية ومنهن:
- الجوهرة البراهيم.
- عادلة بنت عبد الله بن عبد العزيز.[3]
- سوزان مبارك.
- رانيا العبد الله.
- نازك الحريري.
- منال بنت محمد بن راشد آل مكتوم.

## وصلات خارجية
- وصفات طبخ ورجيم أطباق رئيسية
- صفحة مي بدر على لنكداين.
- موقع مجلة هي Hiamag.com